# Хазартна зависимост
Хазартна зависимост е утвърдена необходимост за правене на залози с цел печалба или постигане на преимущество. Според международната квалификация за болести и свързани здравословни проблеми ICD-10 (International Classification of Diseases and Related Health Problems), заедно с трихотоломания, клептомания и пиромания) се разглеждат като ненормални привички с кодово название F63.0 (патологично комарджийство).

## Симптоми и оплаквания
Характеризира се с това, че поетият риск постоянно се увеличава и контролът върху поведението се губи. Зависимите претърпяват огромни финансови загуби (придружени с изненада). Липсва всякакво осъзнаване на собственото състояние.
При наличието на определени характеристики за участие в хазарт, медицината приема съществуването на психично разстройство. При зависимите от хазарт, по-често в сравнение с останалото население, се откриват и други психични заболявания. Както и при химичните зависимости, съществуват форми на лечение, при които се комбинират различни методи на медицината и психологията. Подобно на лечението на алкохолната зависимост, и тук за поддържане на постигнатото успех имат клубовете на анонимните зависими към хазарт.
Хазартната зависимост е свързана с дезадаптивно поведение, толеранс, абстинентни симптоми. За да бъде определен един човек като хазартно зависим, според последната класификация на Американската психиатрична асоциация, той трябва да отговаря на най-малко четири от следните критерии:
1. Все повече се увеличава времето, отделяно за мисли за минали игри; за бъдещи игри; в изучаване на системи, обещаващи печалба; в набавяне на пари за игра.
2. Играе се с все повече пари, в стремежа да се постигне желаното удоволствие.
3. Опитите за ограничаване или спиране на играта водят до неспокойствие и раздразнителност.
4. Играта е начин за бягство от житейските проблеми или непоносими емоционални състояния.
5. След загуба на пари, играчът бързо се връща към играта, за да си възвърне загубеното.
6. Играчът лъже семейството, работодателя, приятелите си, за да скрие степента на въвлеченост в играта.
7. Играчът извършва незаконни дейности, измами, кражби, за да финансира играта.
8. Играчът губи значими връзки: брак, образование, работа, кариера, заради хазарта.
9. Играчът се нуждае от друг индивид, който да го подпомага финансово, за участие в хазарт.

### Последствия и усложнения
Пристрастените прекарват все повече и повече време за хазарт, като всякакви други интереси биват занемарени. Пристрастяването може да доведе до социална изолация и до отчуждаване.
Все по-големите залози водят до все по-големи загуби и накрая дори до презадлъжняване. Хазартната зависимост кара много хора да извършват престъпления, да крадат или да вземат назаем пари от роднини и пр.

### Причини
Зависимостта започва с малка парична печалба, която прелъстява към по-големи печалби. Първата и единствена заповед, водеща към финансовия и човешки крах на комарджията, гласи:”'Спечелиш ли – върви си!'”. В случай, че процесът бъде прекъснат, се появяват ясни симптоми, които приличат на наркотично отнемане.
Според някои учени главният мозък на човек, пристрастен към хазартни игри, има същите неврофизиологични особености като този на наркомана. Според други, това е на първо място социален, а не физиологичен проблем.
Не е доказано, че „мекият хазарт“ – тотото, лотарията и телевизионните игри, води до пристрастяване. Чрез компютърни игри може обаче да се развива хазартна зависимост, тъй като, подобно на хазарта, те изкривяват реалността към положителното илюзорно усещане.
По-често разпространени са:
- сред мъжете;
- сред хора с други зависимости – алкохол, цигари, тютюн;
- в определени възрастови групи

## Предотвратяване
Всяка откритост и човешки контакт действат предотвратяващо, и както при алкохола и цигарите, е важно да се научи умереното консумиране на средства за наслада и на удоволствие.
Когато човек, не разполага с пари в себе си и няма свободно време, тогава е много по-лесно да стои далеч от първият залог, а направили първият залог, тогава е много лесно да заложи отново и отново 

## Разпространение
- Над 11 200 души в България страдат от хазартна зависимост, сочат данни на БАН. 30 – 35 на сто от играещите хазарт в България са пристрастени и са носители на висок социален риск. Между 4 и 7 процента от населението над 18-годишна възраст страда от зависимост към хазарта.
  - През 1992 – 1996 в България има 48 казина с 82 000 ротативки
  - През 1998 – 84 000 ротативки

През този предиод във Венеция има 2 казина (51 % общинското участие), а в Австрия – 32 000, във Франция – 80 000, в Белгия – 18 000 ротативки. Оборотът на една машина в България по това време е 8 пъти по-голям, отколкото на ротативка в Германия.
С навлизането на Интернет големи суми на залагане се пренасочват по електронен път.
- В Германия живеят около 200 000 пристрастени. Така наречените „анонимни комарджии“ са организарни в лекуващи се помогни си сам групи.
- В Русия близо 5% от населението на Русия е пристрастено към хазарта (според данни на институт „Бахтерев“). Само в Санкт Петербург комарджиите са близо 240 000.
- В Испания 80 % от хората редовно участват в хазартни игри – от различни лотарии до бинго. 12 % залагат пари прекалено често, а 3 % се водят пристрастени.
- В Япония хазартът е забранен.

### Фактори, улесняващи развитието на патологичен хазарт
- ниска хазартна култура
- обществени сътресения, водещи до финансово обедняване
- достъпност и легалност на хазартната игра;
- липса на протекции и организране лечението на рисковите групи;
- нагласи, улесняващи игра на хазарт;
  - употреба на алкохол или друго психоактивно вещество, създаващо зависимост;
  - внезапно придобиване на пари;
  - бедност;
  - финансова подкрепа при случаи на много големи загуби;
  - лични трагедии и разочарования

## Лечение
Лечението е психо-когнитивно или поведенчески-терапевтично. Цели се овладяване на контрола върху играта, а не пълна абстиненция, чрез прилагане на когнитивна поведенческа терапия. Зависимостта има дълга предистория. Често родителите имат зависимост от наркотици, алкохол или хазарт.
В България помощ оказва Национален център по наркомании. Друга възможност за лечение на хазартна зависимост е в психиатричните клиники. В началото на 2006 г. специалисти в България по този тип са все още недостатъчни.

## Правни последствия
В наказателният процес наличието на доказана хазартна зависимост (като клинична проява) може да се приеме за смекчаващо вината обстоятелство, при определяне на наказанието, за извършено престъпление. В такъв процес хазартната зависимост се доказва чрез съдебно-медицинска (психиатрична) експертиза.
От началото на 2023 г. в Бъглария е прекратено спряното действие на една от разпоредбите в Закона за хазарта. Така хазартно зависимите имат право да бъдат вписани в специален списък, който се нарича "регистър на уязвимите лица". След вписването им организираторите на хазартни игри и букмейкърите са длъжни да не допускат до участие в игрите тези лица. 
В случай че това се осъществи - букмейкърите носят и гражданска отговорност, която се разпростира както върху проиграната сума, така и в обезщетение за причинени неимуществени вреди. 